# 1755 en santé et médecine
| Années de la santé et de la médecine : 1752 - 1753 - 1754 - 1755 - 1756 - 1757 - 1758    |
| Décennies de la santé et de la médecine : 1720 - 1730 - 1740 - 1750 - 1760 - 1770 - 1780 |

Cet article présente les faits marquants de l'année 1755 en santé et médecine.

## Événements

### Canada
- Louisbourg est victime d’une épidémie de variole, la pire qu’aura connue la Nouvelle-France, comme manifestation locale d’une épidémie globale qui sévit en Amérique du Nord de 1755 à 1782[1].

### Portugal

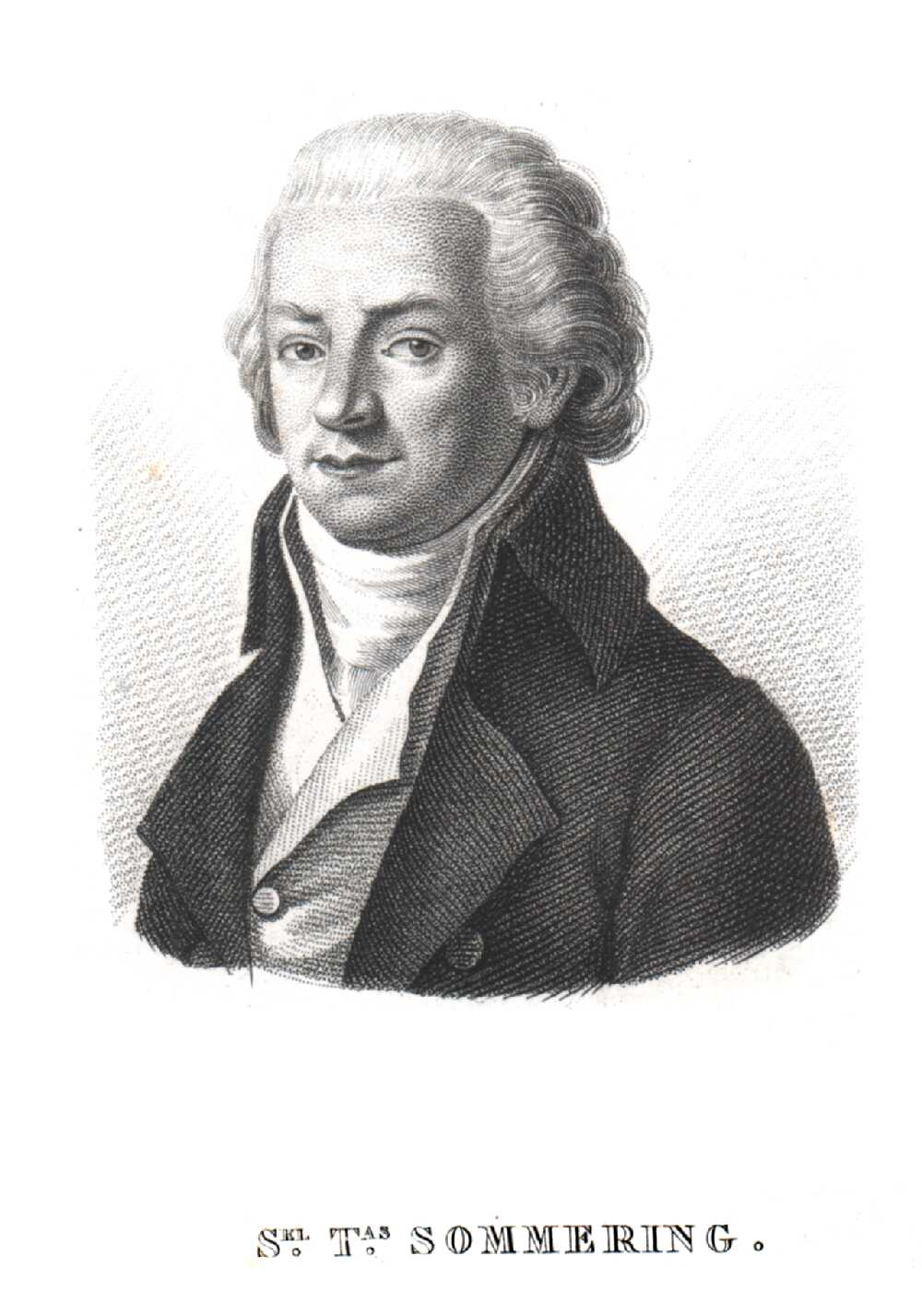
Samuel Thomas von Sömmering

- 1er novembre : tremblement de terre à Lisbonne qui fait 60 000 victimes[2].

### Russie
- 25 janvier : fondation de l'Université de Moscou sous l'impulsion de Ivan Chouvalov.

## Prix
- Médailles de la Royal Society
  - Médaille Copley : John Huxham[3].

## Naissances
- 28 janvier : Samuel Thomas von Sömmering (mort en 1830), médecin, anatomiste, anthropologue, paléontologue et inventeur allemand[4].
- 15 février : Jean-Nicolas Corvisart (mort en 1821), médecin français surtout connu pour avoir été le médecin personnel de l'Empereur Napoléon Ier[5].
- 11 avril : James Parkinson (mort en 1824), médecin, géologue et paléontologue britannique[6].

## Décès
- 21 mars : Jacques Molin (né en 1666), médecin français, médecin de Louis XIV et de Louis XV.
- 17 juillet : Jean-Claude-Adrien Helvétius (né en 1658), médecin français, membre de l'Académie royale des sciences[7].